# Black Sabbath Never Say Die! Tour
Black Sabbath Never Say Die! Tour – trzecia trasa koncertowa grupy Black Sabbath, która odbyła się w 1978.

## Program koncertów
1. „Supertzar” (wstęp z audio)
2. „Symptom of the Universe”
3. „War Pigs”
4. „Snowblind”
5. „Never Say Die”
6. „Black Sabbath”
7. „Dirty Women”
8. „Rock’N’Roll Doctor”
9. Drum Solo
10. Instrumental jam
11. Guitar Solo
12. „Orchid”/”Electric Funeral”
13. „Fairies Wear Boots”
14. „Iron Man”
15. „Embryo”/”Children of the Grave”
16. „Paranoid” (na bis)
17. „She’s Gone” (z audio na zakończenie koncertu)

## Lista koncertów
1. 16 stycznia 1978 – Londyn – Pebble Mill Studios (występ w programie telewizyjnym; utwory: „War's Pigs” i „Junior's Eyes”)
2. 16 maja 1978 – Sheffield, Anglia – Sheffield City Hall
3. 17 maja 1978 – Southport, Anglia – Southport Theatre
4. 18 maja 1978 – Glasgow, Szkocja – The Apollo
5. 19 maja 1978 – Aberdeen, Szkocja – Capitol Theatre
6. 21 maja 1978 – Newcastle, Anglia – Newcastle City Hall
7. 22 maja 1978 – Manchester, Anglia – Manchester Apollo
8. 23 maja 1978 – Stoke, Anglia – Victoria Hall
9. 25 maja 1978 – Londyn, Anglia – występ w Top of the Pops
10. 25 maja 1978 – Portsmouth, Anglia – Portsmouth Guildhall (bez bisu z powodu awarii sprzętu)
11. 26 maja 1978 – Bristol, Anglia – Colston Hall
12. 27 maja 1978 – Lewisham, Anglia – Lewisham Odeon
13. 28 maja 1978 – Ipswich, Anglia – Ipswich Gaumont Theatre
14. 30 maja 1978 – Coventry, Anglia – Coventry Theatre
15. 31 maja 1978 – Leicester, Anglia – De Montfort Hall
16. 1 czerwca 1978 – Hammersmith, Anglia – Hammersmith Odeon
17. 2 czerwca 1978 – Oksford, Anglia – Apollo Theatre Oxford
18. 3 czerwca 1978 – Southampton, Anglia – Southampton Gaumont Theatre
19. 5 czerwca 1978 – Birmingham, Anglia – Birmingham Odeon
20. 7 czerwca 1978 – Bradford, Anglia – St George’s Hall
21. 8 czerwca 1978 – Preston, Anglia – Preston Guild Hall
22. 10 czerwca 1978 – Hammersmith, Anglia – Hammersmith Odeon
23. 12 czerwca 1978 – Birmingham, Anglia – Birmingham Odeon
24. 13 czerwca 1978 – Birmingham, Anglia – Birmingham Odeon
25. 15 czerwca 1978 – Manchester, Anglia – Manchester Apollo
26. 16 czerwca 1978 – Bridlington, Anglia – The Spa
27. 17 czerwca 1978 – Liverpool, Anglia – Liverpool Empire Theatre
28. 19 czerwca 1978 – Hammersmith, Anglia – Hammersmith Odeon Theatre
29. 22 czerwca 1978 – Londyn, Anglia – występ w Top of the Pops
30. 22 sierpnia 1978 – Milwaukee, Wisconsin, USA – MECCA Arena
31. 23 sierpnia 1978 – Chicago, Illinois, USA – International Amphitheatre
32. 24 sierpnia 1978 – Chicago, Illinois, USA – International Amphitheatre
33. 25 sierpnia 1978 – Terre Haute, Indiana, USA – Hulman Arena
34. 27 sierpnia 1978 – Nowy Jork, USA – Madison Square Garden
35. 28 sierpnia 1978 – Hempstead, Nowy Jork, USA – Nassau Coliseum
36. 29 sierpnia 1978 – Filadelfia, Pensylwania, USA – Spectrum
37. 31 sierpnia 1978 – Erie, Pensylwania, USA – Erie County Field House
38. 1 września 1978 – Hampton, Wirginia, USA – Hampton Coliseum
39. 2 września 1978 – Pittsburgh, Pensylwania, USA – Civic Arena
40. 4 września 1978 – South Yarmouth, Massachusetts, USA – Cape Cod Coliseum
41. 5 września 1978 – Portland, Oregon, USA – Cumberland County Civic Arena
42. 7 września 1978 – Utica, Nowy Jork, USA – Utica Memorial Auditorium
43. 8 września 1978 – Niagara Falls, Nowy Jork, USA – Niagara Falls Civic Center
44. 9 września 1978 – Baltimore, Maryland, USA – Baltimore Civic Center
45. 10 września 1978 – New Haven, Connecticut, USA – New Haven Coliseum
46. 12 września 1978 – Indianapolis, Indiana, USA – Indiana Convention Center
47. 14 września 1978 – Detroit, Michigan, USA – Cobo Center
48. 15 września 1978 – Richfield, Ohio, USA – Richfield Coliseum
49. 16 września 1978 – Saint Louis, Missouri, USA – Checkerdome
50. 17 września 1978 – Kansas City, Missouri, USA – Kansas City Municipal Arena
51. 18 września 1978 – Tulsa, Oklahoma, USA – Tulsa Assembly Center
52. 21 września 1978 – Bakersfield, Kalifornia, USA – Bakersfield Convention Center (koncert niepotwierdzony)
53. 22 września 1978 – Fresno, Kalifornia, USA – Selland Arena
54. 23 września 1978 – Anaheim, Kalifornia, USA – Anaheim Stadium (Summerfest)
55. 26 września 1978 – Vancouver, Kanada – Pacific Coliseum
56. 27 września 1978 – Portland, Oregon, USA – Veterans Memorial Coliseum
57. 28 września 1978 – Spokane, Waszyngton, USA – Spokane Coliseum
58. 29 września 1978 – Seattle, Waszyngton, USA – Seattle Center Arena
59. 30 września 1978 – Seattle, Waszyngton, USA – Seattle Center Arena
60. 9 października 1978 – Hamburg, Niemcy – Audimax Theatre
61. 10 października 1978 – Essen, Niemcy – Grugahalle
62. 11 października 1978 – Offenbach, Niemcy – Stadthalle Offenbach
63. 13 października 1978 – Uhingen, Niemcy – Haldenberg Hall
64. 14 października 1978 – Ludwigshafen, Niemcy – Friedrich-Ebert-Halle
65. 15 października 1978 – Kürnach, Niemcy – Kuernach Hall
66. 17 października 1978 – Neuenkirchen lub Erlangen – Hemmerleinhalle lub nieznane miejsce koncertu
67. 18 października 1978 – Bad Rappenau, Niemcy – Bad Rappenau Sports Hall
68. 20 października 1978 – Cambrai, Francja – Grottos Palace
69. 3 listopada 1978 – St. Petersburg, Floryda, USA – Bayfront Center
70. 4 listopada 1978 – Jacksonville, Floryda, USA – Jacksonville Coliseum
71. 5 listopada 1978 – Pembroke Pines, Floryda, USA – Hollywood Sportatorium
72. 8 listopada 1978 – Birmingham, Alabama, USA – Boutwell Memorial Auditorium
73. 10 listopada 1978 – Memphis, Tennessee, USA – Mid-South Coliseum
74. 11 listopada 1978 – Cincinnati, Ohio, USA – Riverfront Coliseum
75. 12 listopada 1978 – Nashville, Tennessee, USA – Nashville Municipal Auditorium
76. 13 listopada 1978 – Atlanta, Georgia, USA – Omni Coliseum
77. 14 listopada 1978 – Mobile, Alabama, USA – Mobile Municipal Arena
78. 15 listopada 1978 – Huntsville, Alabama, USA – Von Braun Center (koncert niepotwierdzony)
79. 17 listopada 1978 – Austin, Teksas, USA – Austin Municipal Auditorium
80. 18 listopada 1978 – Midland, Teksas, USA – Chaparrall Center
81. 19 listopada 1978 – Amarillo, Teksas, USA – Amarillo Civic Center (koncert niepotwierdzony)
82. 20 listopada 1978 – Oklahoma City, Oklahoma, USA – Myriad Convention Center
83. 22 listopada 1978 – Corpus Christi, Teksas, USA – Memorial Coliseum
84. 23 listopada 1978 – Houston, Teksas, USA – Sam Houston Coliseum
85. 24 listopada 1978 – San Antonio, Teksas, USA – San Antonio Convention Center Arena
86. 25 listopada 1978 – Dallas, Teksas, USA – Dallas Convention Center Arena
87. 26 listopada 1978 – Dallas, Teksas, USA – Dallas Convention Center Arena
88. 28 listopada 1978 – Denver, Kolorado, USA – McNichols Sports Arena
89. 29 listopada 1978 – Ogden, Utah, USA – Dee Events Center (koncert niepotwierdzony)
90. 1 grudnia 1978 – San Bernardino, Kalifornia, USA – Swing Auditorium
91. 2 grudnia 1978 – Oakland, Kalifornia, USA – Oakland Arena
92. 3 grudnia 1978 – San Diego, Kalifornia, USA – San Diego Sports Arena
93. 4 grudnia 1978 – Long Beach, Kalifornia, USA – Long Beach Arena
94. 5 grudnia 1978 – Phoenix, Arizona, USA – Arizona Veterans Memorial Coliseum
95. 7 grudnia 1978 – Abilene, Teksas, USA – Taylor County Expo Center
96. 8 grudnia 1978 – El Paso, Teksas, USA – El Paso County Coliseum
97. 10 grudnia 1978 – Albuquerque, Nowy Meksyk, USA – Johnson Gymnasium
98. 11 grudnia 1978 – Albuquerque, Nowy Meksyk, USA – Johnson Gymnasium

Koncerty w Albuquerque były ostatnimi koncertami z Ozzym Osbourne'm.